# Donkere energie
Donkere energie is een hypothetische vorm van energie in het heelal die verantwoordelijk zou zijn voor de versnelling van de uitdijing van het universum. Donkere energie is overal en gelijkmatig verdeeld in het heelal. Ze gedraagt zich alsof ze een negatieve zwaartekracht uitoefent. 
In 1917 had Albert Einstein al een kosmologische constante geïntroduceerd in zijn veldvergelijkingen. Omdat Einstein uitging van een statisch heelal, deed hij dit om te voorkomen dat het heelal volgens zijn theorie door de zwaartekracht zou instorten. Na de ontdekking van de uitdijing van het heelal trok Einstein het idee van deze anti-zwaartekracht in en noemde dit idee “zijn grootste blunder”.

Verdeling van donkere materie en donkere energie in het universum ten opzichte van zichtbare materie volgens metingen van de WMAP

In de jaren negentig werd aan de hand van de studie van verre supernovae, het Supernova Cosmology Project, ontdekt dat de uitdijing van het heelal zo'n vijf miljard jaar na de oerknal is gaan versnellen. De enige manier om dit te verklaren was het introduceren van een onbekende kracht die zich gedroeg als een kosmologische constante en werkte als een negatieve zwaartekracht.
Nauwkeurige analyses van de gegevens van de WMAP in maart 2003 brachten aan het licht dat de totale energie van het heelal voor 74% bestaat uit donkere energie. Inmiddels is dat aandeel door observaties van het Planck Observatory teruggebracht tot 68,3%. De massa-energie van gewone (baryonische) materie bedraagt 4,9%, de overige 26,8% wordt verklaard door donkere materie.
Kosmologen hebben voor deze donkere energie nog geen verklaring.
Gedacht wordt aan de energie van het vacuüm zelf, de zogenaamde nulpuntsenergie. Dit levert voor de theoretici echter zeer grote problemen op indien deze energie volgens de kwantummechanica wordt berekend. De uitkomst hiervan is veel hoger (wel 10120 tot 10140 keer) dan de waargenomen donkere energie.